# Venanus
Venanus – rodzaj błonkówek z rodziny męczelkowatych. Gatunkiem typowym jest Venanus pinicola.

## Zasięg występowania
Rodzaj obejmuje gatunki występujące w Nowym Świecie, głównie w krainie neotropikalnej.

## Biologia i ekologia
Żywicielami gatunków z tego rodzaju są motyle z rodzin skośnikowatych i kibitnikowatych.

## Gatunki
Do rodzaju zalicza się 11 opisanych żyjących gatunków (kilka gatunków jest nieopisanych):
- Venanus chilensis Mason, 1981
- Venanus greeneyi Whitfield & Arias-Penna, 2011
- Venanus heberti Fernández-Triana, 2010
- Venanus helavai Mason, 1981
- Venanus johnnyrosalesi Fernández-Triana & Whitfield, 2014
- Venanus kusikuyllurae Rasmussen & Whitfield, 2011
- Venanus minutalis (Muesebeck, 1958)
- Venanus peruensis Mason, 1981
- Venanus pinicola Mason, 1981
- Venanus randallgarciai Fernández-Triana & Whitfield, 2014
- Venanus yanayacuensis Arias-Penna & Whitfield, 2011